# Constance Talmadge
Constance Alice Talmadge (New York, 19 april 1898 – Los Angeles, 23 november 1973) was een Amerikaans actrice.

## Biografie
Talmadge werd als zus van Norma en Natalie Talmadge geboren in een arme familie in Brooklyn. Haar vader, Fred, was alcoholist en verliet de familie toen ze nog jong was.
Nadat haar moeder de drie zussen er toe aanmoedigde actrice te worden, begon Talmadge vanaf 1914 te acteren in films voor Vitagraph Studios. Talmadge' doorbraak kwam twee jaar later, toen ze in 1916 te zien was in D.W. Griffiths Intolerance.
Talmadge werd al gauw net zo bekend als haar zus Norma, maar in tegenstelling tot haar, was Constance vooral te zien in komische films.
Echter, na de opkomst van de geluidsfilm verloor Talmadge, net zoals haar zus, haar populariteit en stopte ze met haar acteerwerk. In de jaren 30 was ze inmiddels een vergeten actrice. Slechts enkele films met Talmadge erin bestaan tegenwoordig nog.
Talmadge stierf in 1973 aan een longontsteking. In 1978 werden de zussen herdacht in Anita Loos' boek The Talmadge Girls.

## Filmografie (selectie)
- 1914:The Egyptian Mummy

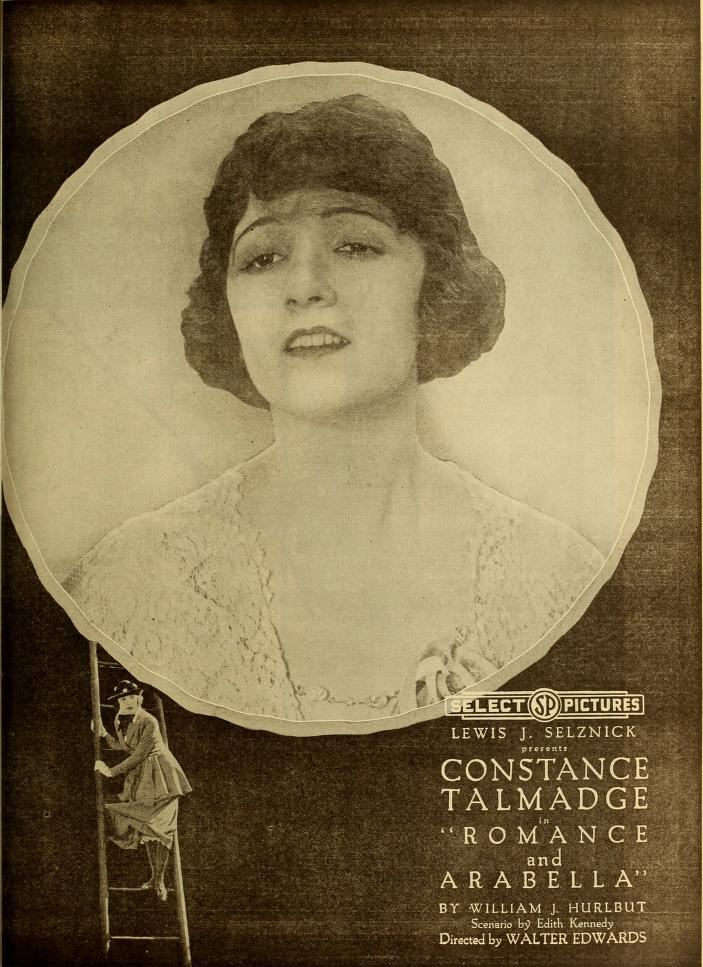
Romance and Arabella (1919)

- 1916:Intolerance: Love's Struggle Throughout the Ages
- 1916:The Matrimaniac
- 1917:A Girl of the Timber Claims
- 1917:Betsy's Burglar
- 1918:A Pair of Silk Stockings
- 1919:Who Cares?
- 1919:The Fall of Babylon
- 1922:The Primitive Lover
- 1925:Seven Chances
- 1925:Her Sister from Paris

- Biblioteca Nacional de España: XX1393560
- Bibliothèque nationale de France: cb167557905 (data)
- Gemeinsame Normdatei: 1013150368
- International Standard Name Identifier: 0000 0001 2119 0964
- Library of Congress Control Number: n93097962
- Nationale Bibliotheek van Tsjechië: xx0184333
- Nationale Bibliotheek van Israël: 987007440053805171
- SNAC: w6zw1wvt
- Système universitaire de documentation: 150353197
- Virtual International Authority File: 6611901
- WorldCat: E39PBJw4Cb3pV4b3QVx8v9PG73